# Rathaus Geising

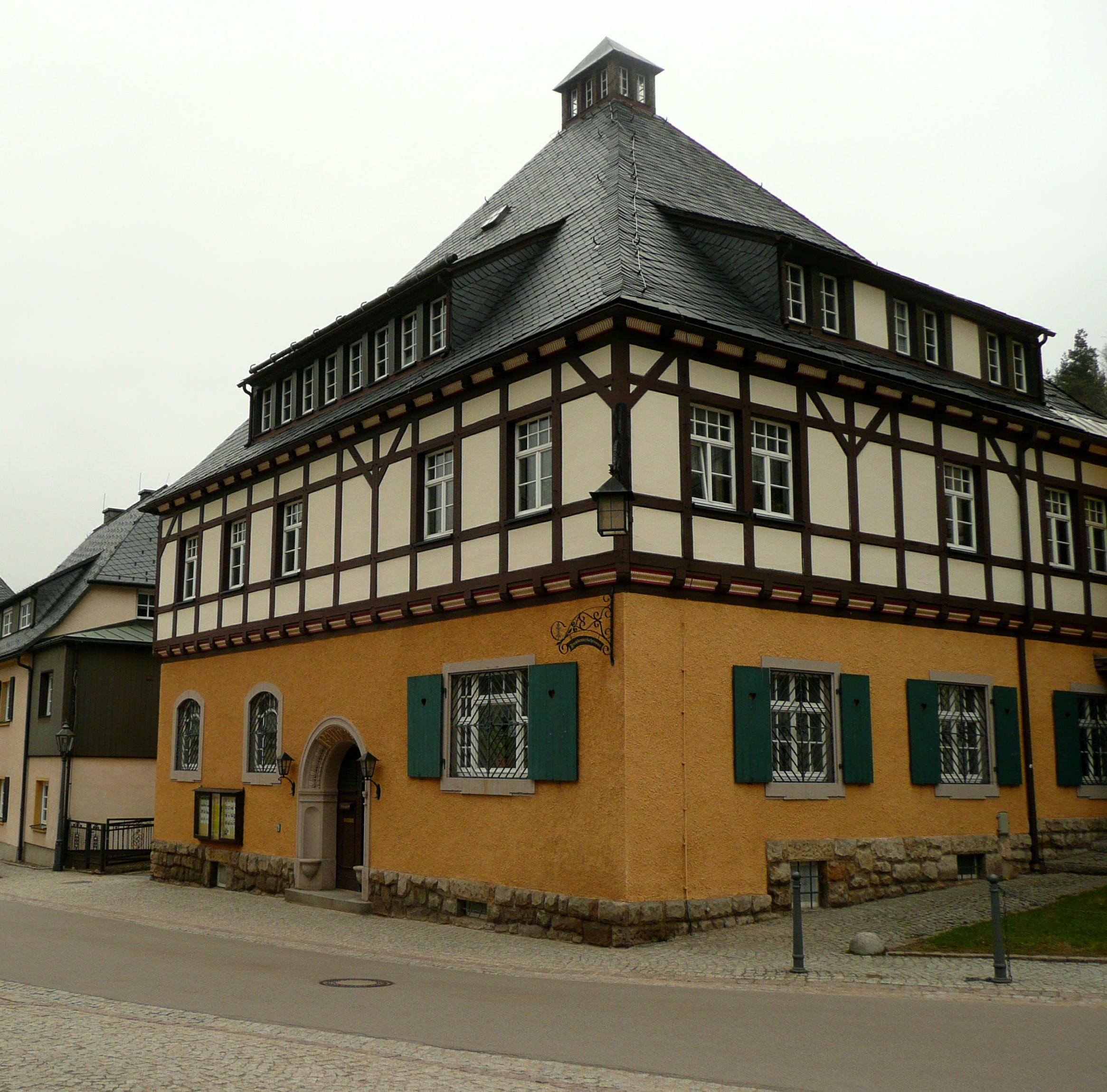
Das Rathaus in Geising

Das Rathaus ist ein denkmalgeschütztes Gebäude in Geising. 
Der zweigeschossige Bau wurde ab 1908 nach Plänen des Dresdner Architekten Hans Gerlach errichtet und in seiner Formensprache den charakteristischen Baugewohnheiten der Erzgebirgsstadt angepasst. Über dem steinernen Erdgeschoss mit ortstypischem Sitznischenportal erhebt sich ein traditionelles Fachwerkobergeschoss mit unregelmäßigen Fensterachsen und ein Walmdach in Schieferdeckung. Die Einweihung erfolgte am 22. Oktober 1910. Zu dieser Zeit war das mit Zentralheizung und Toilette mit Wasserspülung ausgestattete Haus eines der modernsten Gebäude in Geising. Am 11. Januar 1974 ereignete sich ein Brand, dem der Dachstuhl zum Opfer fiel.